# Pat Hayes
Patrick „Pat“ Hayes (* 21. August 1944 in Newent, Gloucestershire) ist ein britischer Informatiker, der sich mit Künstlicher Intelligenz (KI) befasst.
Hayes studierte Mathematik an der Universität Cambridge und wurde 1973 bei Bernard Meltzer an der University of Edinburgh in Informatik promoviert (Semantic Trees: New Foundations for Automatic Theorem-Proving). Er war Professor für Informatik an der University of Essex, war Professor für Philosophie an der University of Illinois und Luce Professor für Kognitionswissenschaft an der University of Rochester.
Er war Chairman der IJCAI und Präsident der AAAI, Gastwissenschaftler an der Universität Genf, an der Stanford University, bei Xerox PARC, SRI International und Schlumberger.
Er befasste sich mit Wissensdarstellung (speziell von Raum und Zeit), automatischem Beweisen, Ontologie, den philosophischen Grundlagen von KI und dem Semantic Web (er ist Mitglied der W3C Working Groups für die Standards RDF, OWL, SPARQL). Mit John McCarthy begründete er 1969 das Situationskalkül. Mit seinem Naive Physics Manifesto war er einer der Ersten bei der Umsetzung des Ontologie-Konzepts von John McCarthy.
Als Hobby repariert er alte Uhren und restauriert alte Häuser.

## Schriften (Auswahl)
- mit John McCarthy: Some philosophical problems from the standpoint of artificial intelligence. In: B. Meltzer, D. Michie (Hrsg.), Machine Intelligence, Band 4, 1969, S. 463–502
- The naive physics manifesto, in: Donald Michie (Hrsg.): Expert systems in the micro-electronic age, Edinburgh: Edinburgh University Press 1979